# Izhlapevanje
Izhlapévanje (tudi evaporácija) je fazni prehod, pri katerem snov preide iz kapljevinskega v plinasto agregatno stanje. Izhlapevanje se od izparevanja loči po tem, da poteka pri temperaturi, nižji od temperature vrelišča, ter, da prehajajo v plinasto stanje le molekule s površine kapljevine, medtem, ko pri izparevanju prehod zajema celotno prostornino kapljevine.
Hitrost izhlapevanja je odvisna od
- temperature (s temperaturo narašča)
- površine gladine (s površino gladine premo sorazmerno narašča)
- medmolekulskih sil v kapljevini